# 义乳

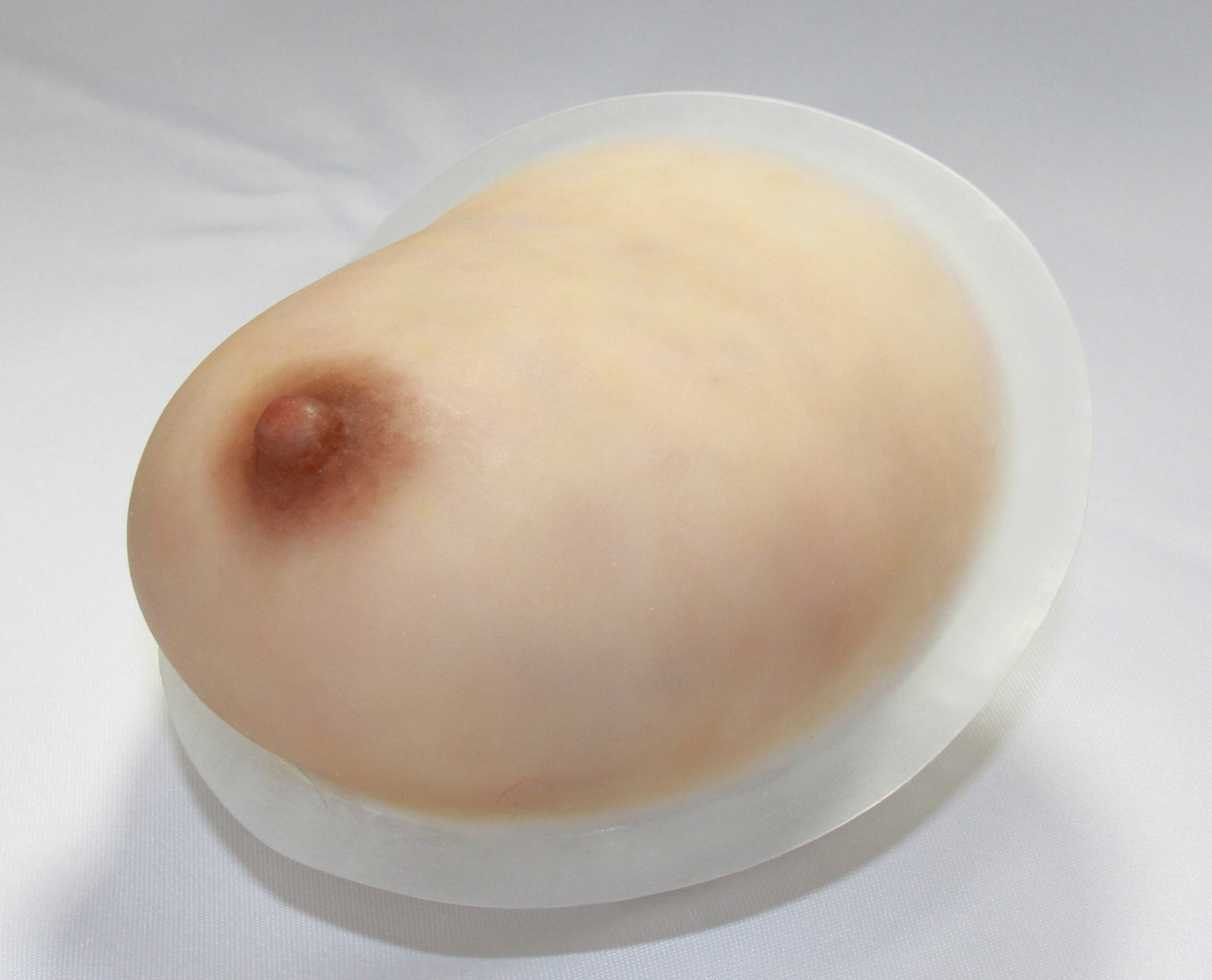
日本最新义乳

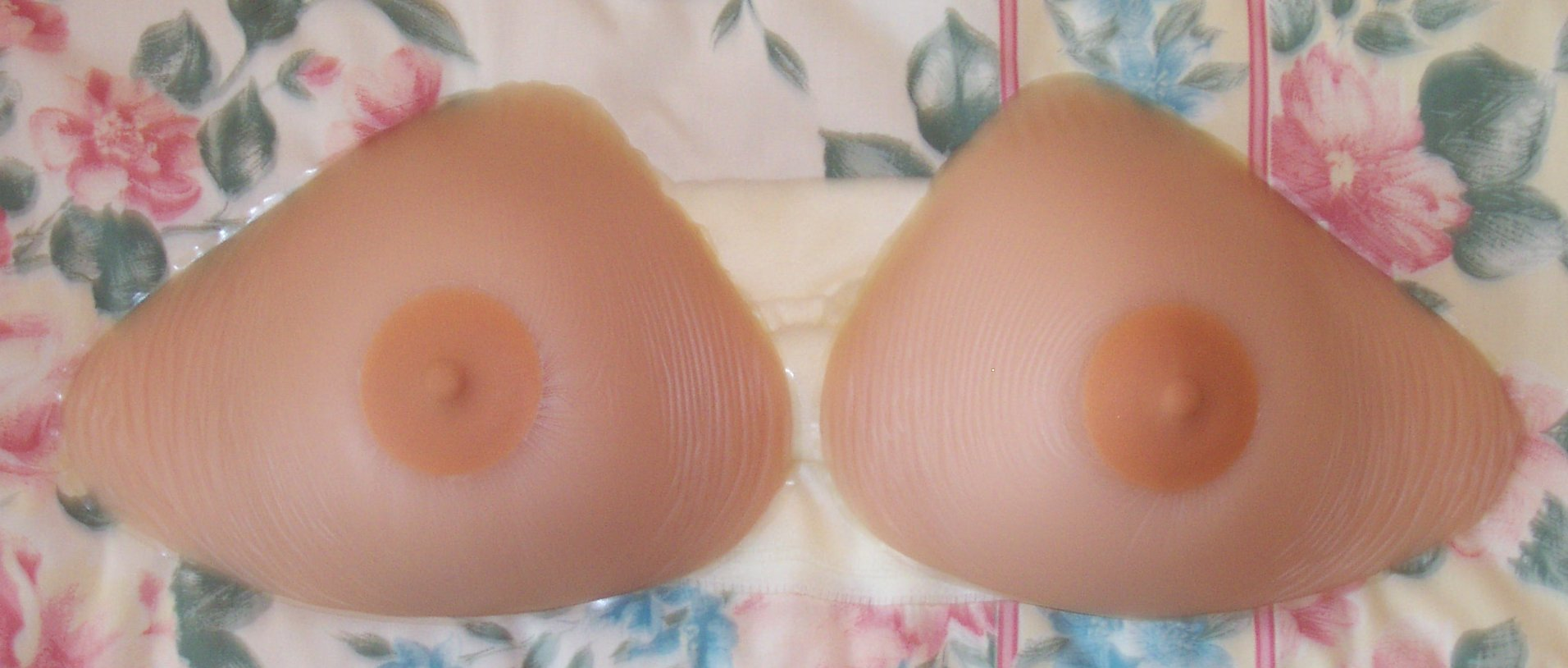
一对义乳

义乳，指具有乳房外形的人造形体。义乳的材质很多，但目前常用的为硅胶，颜色接近肤色。义乳经常在乳房切除术后使用，以在外形上弥补缺失的乳房。

## 历史
在19世纪，义乳使用橡胶制成。1885年，Charles L. Morehouse 获得了一项“乳垫”发明专利，该义乳由充气后的天然橡胶制成。